# Czarny Dół (jezioro)
Czarny Dół (niem. Schwarzer See) – niewielkie jezioro w woj. lubuskim, w pow. świebodzińskim, w gminie Skąpe, leżące na terenie Pojezierza Łagowskiego.
Jezioro położone jest pomiędzy jeziorem Niesłysz, a jeziorem Jeziorko, zwanym też Złoty Potok.